# 에른스트 폰 프라이베르크
에른스트 폰 프라이베르크 (Ernst von Freyberg, 1958년 10월 26일 ~ )는 제네바에서 출생한 독일의 경영인이자 은행가이다.
2013년 2월 15일부터 종교 사업 협회(IOR, 통칭 바티칸 은행)의 총재로 임명되어 현재 총재직을 수행하고 있다.
에른스트 폰 프라이베르크는 기혼이고, 몰타 기사단의 회원이다.